# NGC 1142
NGC 1142 (= NGC 1144) è una vasta e lontana galassia a spirale situata nella costellazione della Balena, a una distanza di circa 406 milioni di anni luce dalla nostra Via Lattea.

## Scoperta
La galassia è stata scoperta il 5 ottobre 1864 dall'astronomo tedesco Albert Marth e inserita nel New General Catalogue con la designazione NGC 1142. Il 17 novembre 1876, la stessa galassia fu osservata e descritta dall'astronomo francese Édouard Stephan e aggiunta al New General Catalogue con la designazione NGC 1144, che quindi identifica la stessa galassia.

## Descrizione

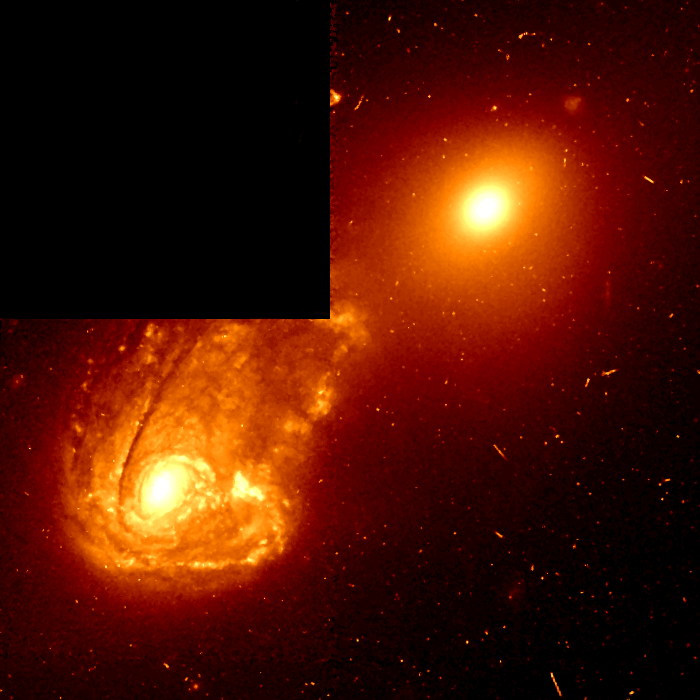
NGC 1141 (a destra in alto) e NGC 1142 (in basso a sinistra), riprese dal Telescopio spaziale Hubble.

NGC 1142 è una galassia ad anello; inoltre è una galassia attiva del tipo Seyfert 2 (Sy 2).
È in forte interazione gravitazionale con la vicina NGC 1141. Le due galassie si stanno reciprocamente deformando e sono incluse nell'Atlas of Peculiar Galaxies di Halton Arp con la designazione ARP 118.

## Buco nero supermassiccio
Uno studio del 2007, realizzato su 90 galassie del tipo Seyfert 2 e basato sulla dispersione di velocità, ha permesso di stimare la massa del buco nero supermassiccio che si trova al centro di ciascuna di esse. Per NGC 1142 (citata come NGC 1144 nell'articolo), la massa del buco nero è stimata in 195 x 106 {\displaystyle M_{\odot }} (108,29).